# Air International
Air International, stylisé AIR International, est un mensuel aéronautique britannique couvrant des sujets concernant l'aviation militaire et civile